# Bussy (Cher)
 Bussy  es una población y comuna francesa, situada en la región de  Centro, departamento de Cher, en el distrito de Saint-Amand-Montrond y cantón de Dun-sur-Auron.

## Demografía
| 671 | 606 | 508 | 453 | 436 | 366 |
| Para los censos de 1962 a 1999 la población legal corresponde a la población sin duplicidades (Fuente: INSEE [Consultar]) |     |     |     |     |     |

## Geografía
Es una zona de abundantes bosques y explotaciones agrarias. Por la parte norte del pueblo, fluye el río Airain, en sentido noroeste.